# چارلز اسپنسر
چارلز اسپنسر (انگلیسی: Charles Spencer, 3rd Duke of Marlborough؛ ۲۲ نوامبر ۱۷۰۶ – ۲۰ اکتبر ۱۷۵۸) سیاستمدار، نظامی و آریستوکرات اهل پادشاهی انگلستان بود. وی همچنین برندهٔ جوایزی همچون همکار انجمن سلطنتی و نشان بند جوراب شده‌است.